# MiG-7 (航空機)
MiG-7（ミグ7；ロシア語:МиГ-7は、ソ連のミコヤン・グレヴィッチ設計局が試作したレシプロ単座高々度戦闘機である。

## 概要
1943年2月、ソ連空軍は、ミコヤン・グレヴィッチ設計局に高度12,000m以上の高度で侵入してくるドイツ偵察機に対抗しうる邀撃機として高高度戦闘機の開発を求めた。これに応じた設計局は与圧室付きで全金属性の高アスペクト比の翼を有する戦闘機を開発した。
外見はMiG-3に似ているが、多段式過給機装備のクリーモフ VK-107A発動機を装備していたため空気取り入れ口が全部胴体下に突出した特徴ある形状をしていた。
原型は1944年12月初飛行し性能は非常に優れていたが、すでにドイツ高高度偵察機の脅威はなくなっていたので正式生産には移行されないで終了した。本機によってもたらされた与圧室技術は戦後のジェット機に大いに活用された。

## スペック
- 最大速度：560km/h (691km/h[1])
- エンジン：クリモフVK107A（出力1700hp） 1基
- 航続距離：880km
- 実用上昇限度：12,500m
- 武装：23mm VYa-23機関砲 2門[2]